# Juuso Riikola
Juuso Riikola, född 9 november 1993, är en finländsk professionell ishockeyback som spelar för IK Oskarshamn i Swedish Hockey League (SHL). Han har tidigare spelat för KalPa i Liiga.
Riikola blev aldrig draftad.

## Statistik
| 2012–2013    | KalPa               | Liiga        | 20  | 0  | 6  | 6  | 6   | —  | — | — | —  | —  |
| 2013–2014    | KalPa               | Liiga        | 54  | 1  | 4  | 5  | 28  | —  | — | — | —  | —  |
| 2014–2015    | KalPa               | Liiga        | 40  | 6  | 8  | 14 | 24  | 4  | 1 | 0 | 1  | 25 |
| 2015–2016    | KalPa               | Liiga        | 51  | 5  | 10 | 15 | 24  | 3  | 0 | 1 | 1  | 2  |
| 2016–2017    | KalPa               | Liiga        | 59  | 6  | 19 | 25 | 28  | 18 | 1 | 6 | 7  | 4  |
| 2017–2018    | KalPa               | Liiga        | 59  | 8  | 15 | 24 | 14  | 6  | 0 | 1 | 1  | 4  |
| 2018–2019    | Pittsburgh Penguins | NHL          | 1   | 0  | 0  | 0  | 0   | —  | — | — | —  | —  |
| 2022-2023    |                     |              |     |    |    |    |     |    |   |   |    |    |
| NHL totalt   | NHL totalt          | NHL totalt   | 1   | 0  | 0  | 0  | 0   | —  | — | — | —  | —  |
| Liiga totalt | Liiga totalt        | Liiga totalt | 283 | 26 | 63 | 89 | 124 | 31 | 2 | 8 | 10 | 35 |

### Internationellt
| Källa: Uppdaterad: 2018-10-12 | Källa: Uppdaterad: 2018-10-12 | Källa: Uppdaterad: 2018-10-12 |         | Utv = Utvisningsminuter | Utv = Utvisningsminuter | Utv = Utvisningsminuter | Utv = Utvisningsminuter | Utv = Utvisningsminuter |
| År                            | Lag                           | Mästerskap                    | Matcher | Mål                     | Assists                 | Poäng                   | Utv                     |                         |
| ----------------------------- | ----------------------------- | ----------------------------- | ------- | ----------------------- | ----------------------- | ----------------------- | ----------------------- | ----------------------- |
| 2013                          | Finland                       | JVM                           | 6       | 0                       | 1                       | 1                       | 4                       |                         |
| 2018                          | Finland                       | VM                            | 8       | 0                       | 2                       | 2                       | 4                       |                         |
| Junior totalt                 | Junior totalt                 | Junior totalt                 | 6       | 0                       | 1                       | 1                       | 4                       |                         |
| Senior totalt                 | Senior totalt                 | Senior totalt                 | 8       | 0                       | 2                       | 2                       | 4                       |                         |